# 情色電影
情色電影（Erotic film）是指具有性含義描述的電影，跟色情電影的主要差異在於情色電影未必是以引起官能刺激為首要目的，有時是以性來表達一些概念如哲學、藝術的概念，或藉助描寫與性相關的內容反映社會狀況等，色情電影則以刺激受眾的即時性慾感官反應為主要目的。